# Mondéjar (vino)
Mondéjar es una zona vinícola con Denominación de origen (DO). Se encuentra en la parte sudoeste de la provincia de Guadalajara. Abarca en total 20 municipios, teniendo como centro de la denominación la localidad de Mondéjar. Los demás son Albalate de Zorita, Albares, Almoguera, Almonacid de Zorita, Driebes, Escariche, Escopete, Fuentenovilla, Illana, Loranca de Tajuña, Mazuecos, Pastrana, Pioz, Pozo de Almoguera, Sacedón, Sayatón, Valdeconcha, Yebra y Zorita de los Canes. Sus términos municipales ocupan una extensión total de 93.962 Hectáreas, de las que cerca de 3.000 Ha están dedicadas a la producción vinícola.
Obtuvo la calificación de Denominación de Origen el 4 de octubre de 1997.

## El entorno
La altitud de media de los viñedos es de 800 metros sobre el nivel del mar. Los suelos son calizos de color rojo. El clima es mediterráneo, con una temperatura media anual de 18º y una pluviometría de 500 mm anuales.

## Características de los vinos
- Tintos: vinos de 11% de volumen mínimo.
- Rosados: ligeramente afrutados de 11% de volumen mínimo.
- Blancos: vinos de 10% de volumen mínimo.

## Variedades de uva acogidas a esta D. O.
- Tintas: Cencibel y Cabernet Sauvignon.
- Blancas: Macabeo, Malvar y Torrontés.

## Añadas
- 1996 Buena
- 1997 Buena
- 1998 Muy Buena
- 1999 Buena
- 2000 Excelente
- 2001 Muy Buena
- 2002 Muy Buena
- 2003 Muy Buena
- 2004 Muy Buena
- 2024 Mala

## Bodegas
- Mariscal
- Cooperativa Santa María Magdalena
- Cooperativa San Donato
- Cooperativa Viña Sacedón
- Bodegas "Tío Cayo"